# Johan III van Wittem
Johan III Corsselaar (1365 - Maastricht, 26 mei 1443) was onder andere heer van Wittem en Brabants hoogschout van Maastricht.

## Levensloop
Hij was de zoon van Johan II Corsselaar (1340-1405), heer van Wittem en IJse en Catharina van Hoensbroeck (1345-1368).
Hij trouwde in 1425 met Margaretha van Pallandt (1405-1465), dochter van Werner II van Pallandt (1375-1456), heer van Pallandt, Kinzweiler, Breitenbend, Bachen en Frechen, en Alvarade van Engelsdorf (1380-1430), vrouwe van Reuland en Wildenburg.
De heerlijkheid Wittem vererfde na zijn overlijden naar zijn halfbroer Hendrik I Corsselaar (1375-1444), heer van Wittem en van Beersel.

## Nakomelingschap
Uit het huwelijk van Johan III met Margaretha van Pallandt is geboren:
- Maria Corsselaar van Wittem (1425-1497)

Familiewapen Corsselaar
Familiewapen van Pallandt
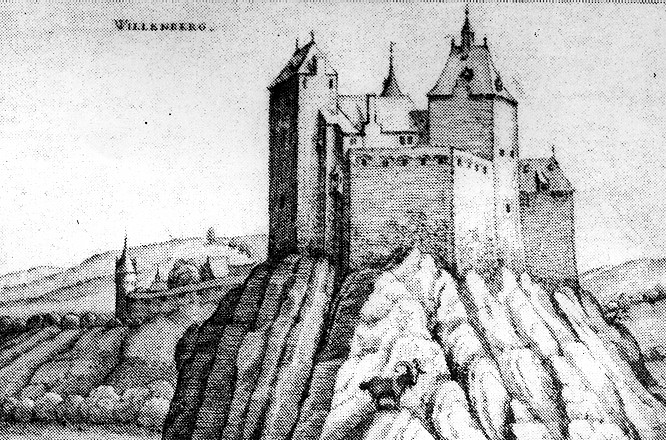
Wildeburg (1618)
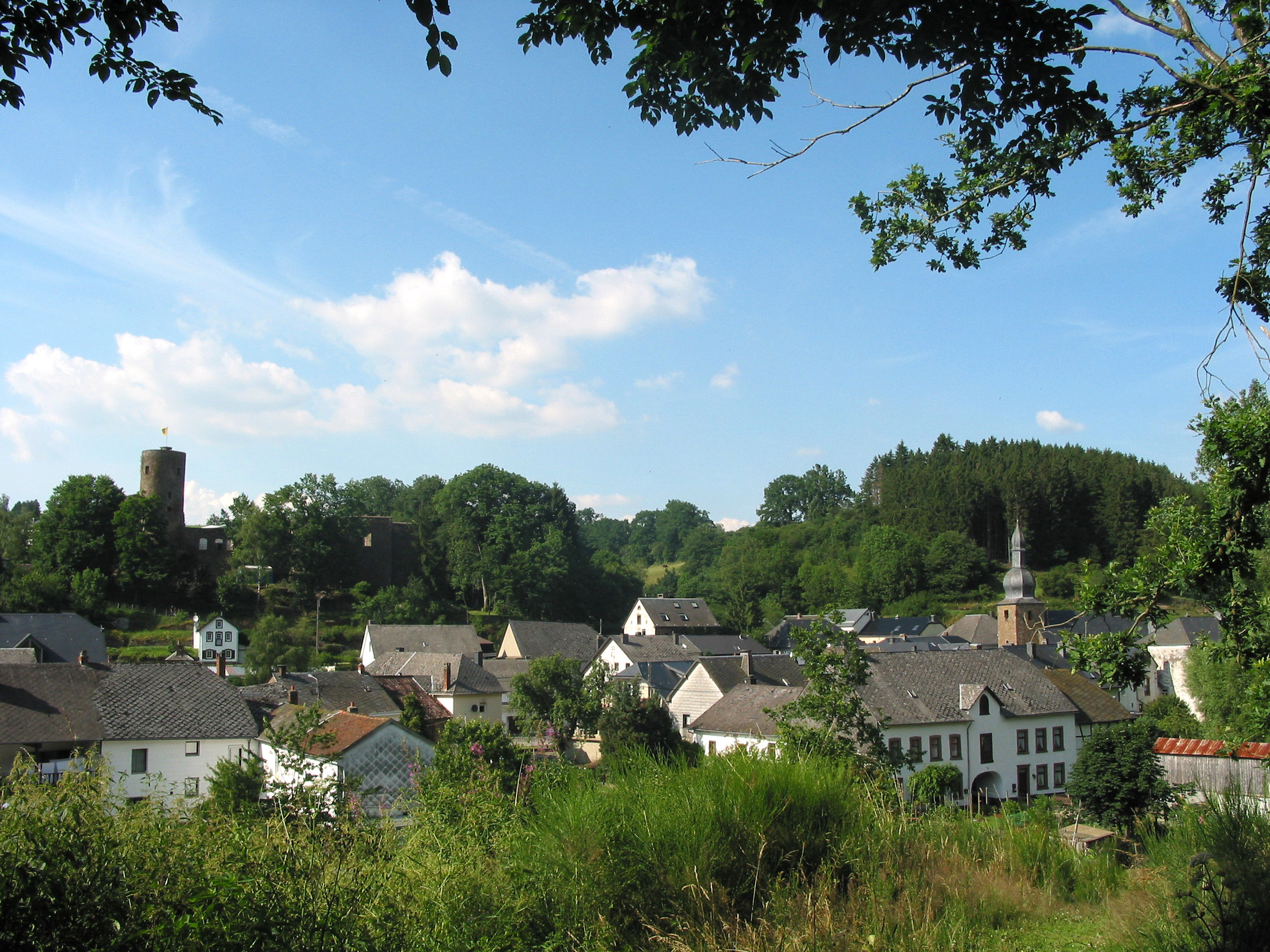
Uitzicht over Reuland met op de achtergrond de Burcht.